# Die rote Kapelle
Die rote Kapelle ist eine Spionageserie, die 1972 in der ARD/WDR lief. Hintergrund des Filmes ist die Widerstands- und Spionagegruppe „Rote Kapelle“ im Dritten Reich. Die Vorlage zur Serie lieferte Heinz Höhnes Bericht „Kennwort Direktor“.

## Inhalt
Der russische Oberst der GRU Leopold Trepper reist unter falschem Namen nach Belgien. Dort baut er einen Spionagering auf. Gemeinsam mit seinen Mitarbeitern Viktor Sukulow (Anatoli Markowitsch Gurewitsch), Johann Wenzel, Hillel Katz und Michail Makarow gelingt ihm in kürzester Zeit die Etablierung eines Spionagenetzes in ganz Belgien und Frankreich.
Trepper kann mit Hilfe seiner Tarnunternehmen wichtige Informationen aus Wirtschaft und Wehrmacht über Atlantikwall-Baustellen und Eisenbahnlinien zusammentragen und nach Moskau funken.
Die Agenten bekommen immer wieder Hilfe von Patrioten, die ihre Länder von der Besetzung durch die Deutschen befreien wollen.

## Episodenliste
| Nr. (ges.) | Nr. (St.) | Originaltitel                | Erstausstrahlung D | Länge   |
| ---------- | --------- | ---------------------------- | ------------------ | ------- |
| 1          | 1         | Die Geschäfte des Grand Chef | 9. Apr. 1972       | 60 Min. |
| 2          | 2         | Kent ruft Direktor           | 16. Apr. 1972      | 68 Min. |
| 3          | 3         | Altenburger Allee 19         | 23. Apr. 1972      | 56 Min. |
| 4          | 4         | FU III bricht Code           | 30. Apr. 1972      | 62 Min. |
| 5          | 5         | Das Netz zerreißt            | 7. Mai 1972        | 55 Min. |
| 6          | 6         | Der neue Mann                | 14. Mai 1972       | 65 Min. |
| 7          | 7         | Das Spiel ist aus            | 22. Mai 1972       | 71 Min. |

## Besetzung
- Werner Kreindl: Leopold Trepper „Der Grand Chef“
- Georges Claisse: Viktor Sukulow „Der Petit Chef“
- Rada Rassimov: Margarete Barcza
- Manfred Spies: Makarow „Carlos Alamo“
- Julia Laroche: Rita Arnould
- Ruth Kähler: Sophia Poznanska
- Franco Graziosi: Leon Großvogel
- Jacques Rispal: Hillel Katz
- Henri Sokal: Isidor Springer
- Daniel Vérité: Johann Wenzel
- Candice Patou: Georgie de Winter
- Teresa van der Hallen: Anna Maurice
- Jean Franval: General Iwan Alexejewitsch Susloparow
- Edeltraut Elsner: Libertas Schulze-Boysen
- Peter Fricke: Harro Schulze-Boysen
- Dieter Wagner: Arvid Harnack
- Christine Gerlach: Mildred Harnack-Fish
- Hans Schulze: Adam Kuckhoff
- Ursula Herwig: Greta Kuckhoff
- Peter Thom: Hans Coppi
- Karl Walter Diess: Oberleutnant Grassmann
- Philippe Lemaire: Pierre
- Raoul Guylad: Raichmann
- Manfred Tümmler: Hauptmann Gollnow
- Reinhard Vom Bauer: Horst Heilmann
- Günther Neutze: Giering
- Karl-Heinz von Hassel: Jung
- Friedrich Siemers: Boemelburg
- Alexander Hegarth: Hauptmann Piepe
- Henning Gissel: Lüders
- Grégoire Aslan: Baron Maximowitsch
- Norbert Gastell: Feldwebel Traxi
- Friedrich G. Beckhaus: Corbin
- Helmut Oeser: Gruppenführer Müller
- Werner Abrolat: Russischer General
- Anna Gaylor: Madame Likhonine
- Xenia Pörtner: Frau Corbin
- Ekkehard Fritsch: Kriminalkommissar Strübing
- Rolf Moebius: Oberst Rohleder
- Erich Ude: Oberstleutnant Dischler
- Klaus Jepsen: Alexandrow
- Claus Jurichs: Hörner
- Friedrich Siemers: Boemelburg
- Karl-Heinz Thomas: Berg
- Norbert Hansing: Paulsen
- Jacques Galland: Boris
- Henning Gissel: Lüders
- Albert Michel: Ozols
- Yves Favien: Legendre
- Jos Hartmann: Novotny

Weitere Darsteller:
Folge 1:
- Karin Heske
- Angela Hillebrecht
- Irene Leleu
- Michaele Marcus
- Alexandra Mihail
- Claude Cerval
- André Daufel
- Wolfgang Grönebaum
- Hans Kraemmer
- Jean Paul Landresse
- Günther Sauer
- Bernd Schäfer: Oberst Ritter
- Guy Verda

Folge 2:
- Ilse Neubauer
- Udo Drebelow
- Helmut Hildebrandt
- Günther Kieslich
- Rolf Müller
- Frank Nossack
- Günther Richardt
- Götz Weidner
- Georg Richard Wenkhaus

Folge 3:
- Helga Krauss
- Winfried Buchner
- Manfred Guthke

Folge 4:
- Charlott Adami
- Ursula Kessler
- Chris Palm
- Ruth Scheerbarth
- Leni Schulz
- Michael Gahr
- Claus Jurichs
- Wilfried Klaus
- Klaus Münster
- Helge Peinhardt
- Alexander Stephan

Folge 5:
- Claire Leroy
- Reneé Trichter
- Günter Becker
- Roberto Bruni
- Walter Gnilka

Folge 6:
- Mick Dejon
- Renate Feuereißen
- Hertha von Walther
- Klaus Abramowsky
- Roger Souza
- Jean Valière

Folge 7:
- Günter Geiermann
- Günther Heide
- Serge Martina
- Erich Peinelt
- Marius Vincent